# Dennis Daugaard
Dennis M. Daugaard (Garretson, Dakota del Sur; 11 de junio de 1953) es un político y abogado estadounidense que sirvió como gobernador de Dakota del Sur entre 2011 y 2019.
Perteneciente al Partido Republicano, entre 1997 y 2003 fue senador estatal de Dakota del Sur, en representación del 9.° distrito. Entre 2003 y 2011, sirvió como vicegobernador del estado; hasta que se presentó a las elecciones para gobernador de 2010 y consiguió ser elegido como nuevo gobernador de Dakota del Sur, siendo investido el 8 de enero de 2011.